# 청주목령도서관
청주목령도서관은 대한민국 충청북도 청주시 청원구 오창읍 소재의 도서관이다. 2016년 5월 15일에 운영을 중단하였고 2016년 7월 13일에 청주오창도서관으로 이관하였다.

## 연혁
- 2010년 1월 5일 개관.
- 2016년 5월 15일에 운영을 중단.
- 2016년 7월 13일 청주오창도서관으로 이관.[1]

## 시설현황
- 3층: 디지털자료실
- 2층: 종합자료실, 자율열람실
- 1층: 어린이자료실, 모자열람실, 이야기방, 수유실

## 이용 안내
이용 시간
| 구분         | 화~금요일     | 토·일요일     |
| ------------ | ------------- | ------------- |
| 디지털자료실 | 09:00 ~ 18:00 | 09:00 ~ 18:00 |
| 종합자료실   | 09:00 ~ 22:00 | 09:00 ~ 18:00 |
| 어린이자료실 | 09:00 ~ 18:00 | 09:00 ~ 18:00 |

휴관일
- 매주 월요일
- 공휴일

## 운영 중단 및 이관

#### 운영 중단
- 2016년 5월 15일 오후 6시를 끝으로 운영을 중단하였다.[1] 기존 청주목령도서관 회원은 청주오창도서관 회원으로 자동 변환되며, 회원증 재발급은 청주시 소속 모든 도서관에서 가능하고, 일괄 사용 또한, 가능하다.

#### 이관
- 2016년 7월 13일에 청주오창도서관으로 이관하였다.